# William C. Schultz
William C. Schultz, auch Bill Schultz (* 30. Juli 1926 in McKeesport, Pennsylvania; † 21. September 2006 in Scottsdale, Arizona) war Präsident und CEO der Fender Musical Instruments Corporation Inc. (FMIC). Er gilt als der "Mann, der Fender gerettet hat".

## Leben
Schultz schloss 1965 sein Studium als Ingenieur am New Jersey Institute of Technology ab und arbeitete anschließend bei Bethlehem Steel in Baltimore. Während er bei Bendix Aerospace an Radargeräten für das Apollo-Programm arbeitete, erwarb er einen Master-Abschluss in Luft- und Raumfahrttechnik. Im Jahr 1971 erwarb er einen MBA an der Rutgers University und bekam eine Stelle beim Medienkonzern CBS. Schultz arbeitete bei der Yamaha Corporation, bis er 1980/81 von CBS in die Leitung der Instrumentenbaufirma Fender berufen wurde. Bedingt durch die marode Situation, erhielt er von der Konzernleitung bei CBS freie Hand. Schultz reagierte, indem er alle Veränderungen am Basismodell der Stratocaster der 1970er Jahre auf die ursprüngliche Form zurückbauen ließ und wieder auf den Markt brachte, um Gewinne zu erwirtschaften. Er war es auch, der CBS empfahl, 1982 eine alternative Produktion von Fender-Modellen in Japan zu starten.
Trotz der Rückbesinnung auf die ursprünglichen Markenwerte und Qualität und die daraus folgende wirtschaftliche Erholung von Fender entschloss sich CBS Mitte der 1980er Jahre, das Unternehmen zu verkaufen. Schultz setzte sich an die Spitze einer Investorengruppe und führte den heutigen Namen Fender Musical Instruments Corporation ein. 1987 wurde der „Fender Custom Shop“ gegründet, um besondere Kundenwünsche zu erfüllen. 1990 eröffnete FMIC seine mexikanische Produktionsstätte in Ensenada, Baja California. 1991 erfolgte die Verlegung des Verwaltungs- und Unternehmenssitzes von Corona nach Scottsdale (Arizona). FMIC entwickelt sich seit den 1990er Jahren durch gezielte Zukäufe namhafter Marken der Musikinstrumentenindustrie zu einem der weltweit größten Konzerne der Branche.
Schultz (und mit ihm Fender) wurden ein bedeutender Spender für die Duquesne University, die ihn 2001 mit einem Preis für sein Lebenswerk und einer Konzertwoche ehrte. Im Jahr 2005 trat Schultz im Alter von 79 Jahren als CEO von Fender zurück, blieb aber Präsident des Unternehmens. CEO wurde in Nachfolge der bisherige Gesellschafter William Mendello. Am 21. September 2006 starb Schultz in Scottsdale (Arizona) nach einem langjährigen Krebsleiden.